# 383 Janina
383 Janina là một tiểu hành tinh ở vành đai chính. Nó thuộc nhóm tiểu hành tinh Themis, được xếp loại tiểu hành tinh kiểu C và thành phần cấu tạo có lẽ là chondrite cacbonat.
Tiểu hành tinh này do Auguste Charlois phát hiện ngày 29.01.1894 ở Nice. Không biết rõ nguồn gốc tên của nó